# Leif Mortensen
Leif Mortensen (* 5. Mai 1946 in Frederiksberg) ist ein ehemaliger dänischer Radrennfahrer.
Leif Mortensen war einer der erfolgreichsten Amateur-Rennfahrer Dänemarks in den 1960er Jahren. 1963, im Alter von 17 Jahren, wurde er Dänischer Vize-Meister der Junioren im Einzelzeitfahren. 1967 belegte er bei den  Nordischen Meisterschaften Platz zwei im Straßenrennen; im selben Jahr wurde er in Heerlen Vize-Weltmeister im Mannschaftszeitfahren, gemeinsam mit Henning Petersen, Jørgen Emil Hansen und Verner Blaudzun.
1968 wurde Mortensen Dänischer Meister im Mannschaftszeitfahren (mit Hansen, Bent Pedersen und Steen Holgaard), nachdem er schon Dritter im Straßenrennen der Amateure geworden war. Die dänische Mannschaft belegte auch Platz zwei bei den Nordischen Meisterschaften. Höhepunkt für Mortensen in diesem Jahr war allerdings der Gewinn der Silbermedaille im olympischen Straßenrennen bei den Olympischen Sommerspielen in Mexiko. Im Jahr darauf wurde Leif Mortensen in Brünn Weltmeister der Amateure im Straßenrennen, im Mannschaftszeitfahren belegte er Platz zwei mit der dänischen Mannschaft (mit Hansen, Mogens Frey und Jørn Lund). Zudem gewann er den Grand Prix de France. Anschließend trat er zu den Profis über.
1970 wurde Mortensen in Leicester Vize-Weltmeister im Straßenrennen der Profis hinter Jean-Pierre Monseré. 1971 gewann er gemeinsam mit Luis Ocaña Pernía den Trofeo Baracchi. 1973 gewann er den Grand Prix d’Aix-en-Provence und die Belgien-Rundfahrt und 1974 belegte er Platz vier bei Bordeaux–Paris. Viermal nahm Leif Mortensen an der Tour de France teil: 1971 wurde er Sechster der Gesamtwertung, 1972 Zwölfter und 1973 belegte er Platz 19. 1974 schied er aus.
1975 beendete Mortensen seine aktive Radsport-Karriere. Seit 1994 ist er Mitglied der Hall of Fame des dänischen Sports und seit 2009 Kommentator für Eurosport.